# José Luis Villanueva Orihuela
Pour les articles homonymes, voir Villanueva et Orihuela (homonymie).
José Luis Villanueva Orihuela, né le 28 avril 1965 à Jerez de la Frontera, est un coureur cycliste espagnol. Professionnel de 1987 à 1993, il remporte trois victoires durant cette période. Il participe au Tour de France 1991, qu'il ne termine pas.

## Palmarès
- 1985
  - Tour de l'Empordà
  - Tour de Salamanque
- 1987
  - 3e de la Subida a Gorla
- 1988
  - Circuit de Getxo
- 1991
  - Tour de Murcie
  - 1re étape du Tour d'Andalousie
  - 2eb étape du Tour d'Espagne (contre-la-montre par équipes)
- 1994
  - Vuelta a la Ribera

## Résultats sur les grands tours

### Tour de France
1 participation
- 1991 : abandon (13e étape)

### Tour d'Espagne
2 participations
- 1989 : 129e
- 1991 : 60e, vainqueur de la 2eb étape (contre-la-montre par équipes)

### Tour d'Italie
2 participations
- 1990 : 89e
- 1992 : 146e